# Deniz Burnhamová
Deniz Melissa Burnhamová (* 1. října 1985 Adana, Turecko) je poručice v záloze námořnictva USA  a od prosince 2021 americká astronautka, členka 23. skupiny  astronautů NASA.

## Životopis

### Mládí a vzdělání
Deniz Burnhamová se narodila 1. října 1985 na Letecké základně Incirlik nedaleko turecké Adany. Její rodiče Ed a Şahver Burnhamovi pracují v armádě. Matka pochází z Turecka, ale působí v Letectvu USA, protože v Tureckém jí to nebylo umožněno.
Kvůli zaměstnání svých rodičů se v mládí několikrát stěhovala. Její rodina se nakonec usídlila ve Fairfieldu v Kalifornii, protože matka byla přidělena na Travisovu leteckou základnu. Ve Fairfieldu navštěvovala střední školu. Následně studovala na Kalifornské univerzitě v San Diegu, kde získala bakalářský titul v chemickém inženýrství. Po dokončení studia se přestěhovala na Aljašku, kde začala svou kariéru jako inženýrka na ropné plošině.

### Kariéra

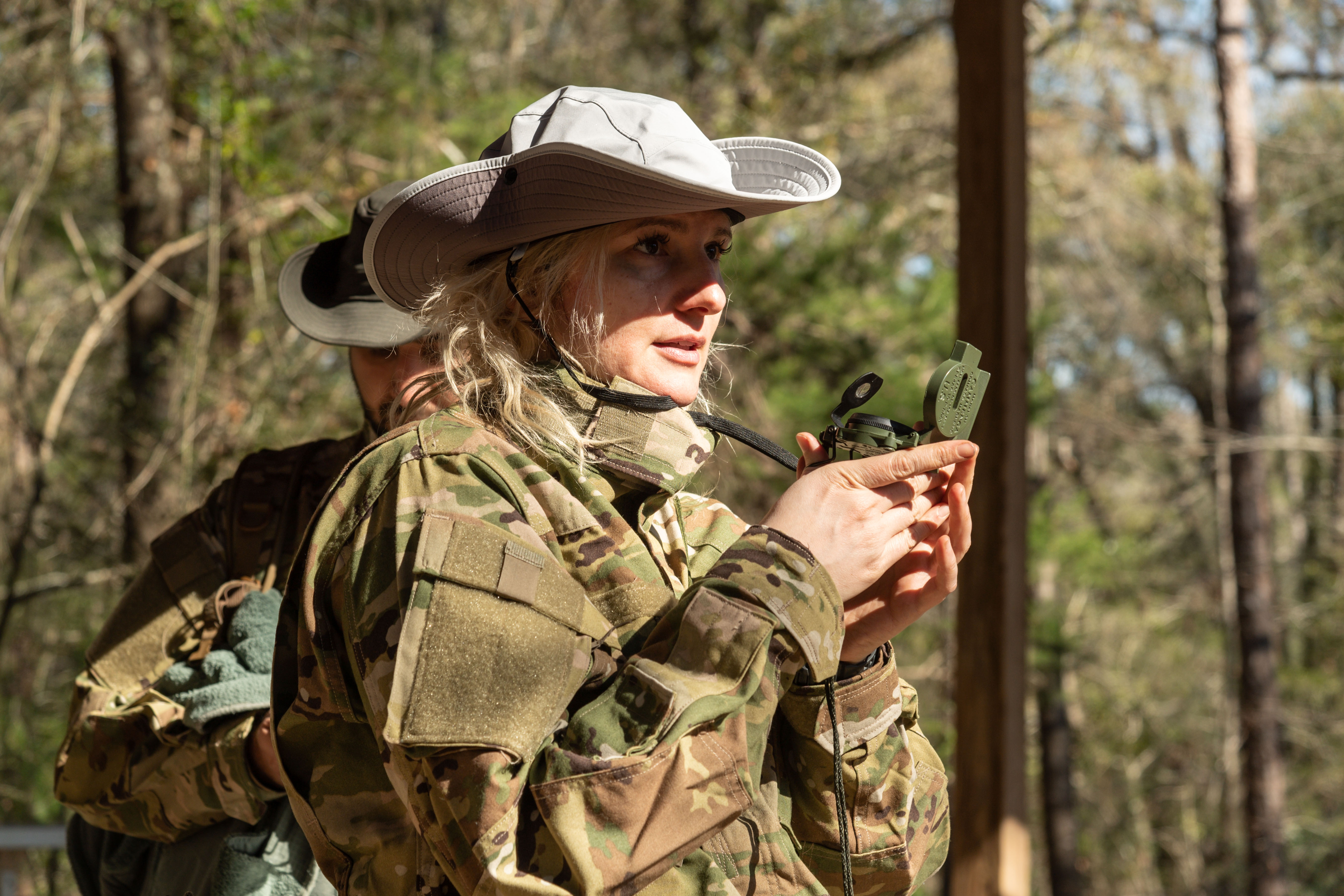
Deniz Burnhamová se účastní výcviku přežití v přírodě

Práci v petrochemickém průmyslu se věnovala více než deset let. V roce 2011 podstoupila patnáctiměsíční školení, aby mohla vykonávat vedoucí pozici na ropném vrtu. Školení se odehrávala v různých lokalitách ve Wyomingu a Texasu. Poté Burnhamová devět let řídila práce na ropných vrtech v Kanadě, Ohiu a Texasu. Schopnosti a zkušenosti, které za tuto dobu nabrala jí podle jejích slov pomohly připravit se na práci astronautky.
Na Univerzitě Jižní Kalifornie v Los Angeles se věnovala studiu strojírenství, které zakončila v roce 2017. V průběhu studia absolvovala stáž v Ames Research Center, což byl významný krok na cestě do NASA.

### Astronautka
Astronautkou chtěla být už od dětství. Rodina ji v tomto snu podporovala. Přihlásila se do výběru astronautů v roce 2020. Byla jednou z více než 12 000 zájemců. Jako astronautka byla společně s dalšími 9 zájemci z USA vybrána v roce 2021. V lednu roku 2022 nastoupila na dvouletý výcvik v Johnsonově vesmírném středisku, který ji připravil na působení v NASA. Dokončila jej 5. března 2024. Zatím nebyla přiřazena k žádné konkrétní misi, ale v budoucnosti by se mohla účastnit výzkumu na Mezinárodní vesmírné stanici nebo jiných projektů včetně cesty na Mars. Burnhamová je také součástí Programu Artemis, jenž má za cíl obnovit lety s lidskou posádkou na Měsíc.

## Soukromý život
V době svého výběru do NASA žila Burnhamová se svým manželem ve městě Wasilla na Aljašce. Má soukromou pilotní licenci. Létá jak s vrtulníkem, tak i s malými letadly.